# 浦和希
浦 和希（うら かずき、1995年10月18日 - ）は、日本の男性声優。大阪府堺市出身、ヴィムス所属。

## 略歴
日本ナレーション演技研究所出身。
高校3年の頃、私生活や学業が上手くいかず落ち込んでいた時に『ストライクウィッチーズ』を見て諦めない主人公と福圓美里の芝居に感動して声優を志す。志した時は既に大学在学中で、親に土下座して養成所に通わせてもらった。
2019年、堀之内仁、古田一紀、荒井亮裕と「SHALL WE BLACK OUT?」を結成。同年『Dimensionハイスクール』で初レギュラー。
2022年10月より放送のテレビアニメ『ブルーロック』の潔世一役で初主演。2024年、同作での活躍を評価されて第18回声優アワードで主演声優賞受賞。

## 人物
兄が2人弟が1人いる。
趣味はサッカーとトロンボーン。特技はゲーム。CGエンジニア検定エキスパートと第三級陸上特殊無線技士の資格所持。

## 出演
太字はメインキャラクター。

### テレビアニメ
2018年
- ゴールデンカムイ（兵士達）
- 多田くんは恋をしない（生徒）
- ハッピーシュガーライフ（客）
- 終電後、カプセルホテルで、上司に微熱伝わる夜。（男性スタッフ）

2019年
- Dimensionハイスクール（園芸部員 土屋） - 実写パートのみ
- 通常攻撃が全体攻撃で二回攻撃のお母さんは好きですか?
- あひるの空（2019年 - 2020年、丸高新入部員、西脇の舎弟、大栄部員）

2020年
- ランウェイで笑って（遠のパタンナーA）
- かぐや様は告らせたい?〜天才たちの恋愛頭脳戦〜（男子生徒）
- 遊☆戯☆王SEVENS（2020年 - 2021年、コーラス隊、側近、路地原理）

2021年
- イジらないで、長瀞さん（男性、男子）
- 究極進化したフルダイブRPGが現実よりもクソゲーだったら（守口達也）
- TSUKIPRO THE ANIMATION 2（高地正人）
- 先輩がうざい後輩の話（男子A）

2022年
- 終末のハーレム（土井翔太）
- からかい上手の高木さん3（生徒A）
- フットサルボーイズ!!!!!（相庭京介）
- プラチナエンド（若者A）
- 平家物語（源氏の兵1）
- シャドウバースF（2022年 - 2024年、真壁スバル、バケルス）
- ヒーラー・ガール（副会長）
- ダンス・ダンス・ダンスール（男子生徒B）
- アキバ冥途戦争（客、緑川）
- ブルーロック（2022年 - 2024年、潔世一） - 2シリーズ
- うちの師匠はしっぽがない（ヤクザ1、男B、観客、借金取り2、内弟子D 他）
- 恋愛フロップス（男子生徒）
- VAZZROCK THE ANIMATION（スタッフA）

2023年
- テクノロイド オーバーマインド（コバルト、櫻坂呼歌）
- くまクマ熊ベアーぱーんち!（バーボルド）
- 七つの魔剣が支配する（槍兵、男子生徒A）
- 青のオーケストラ（ベン）
- 文豪ストレイドッグス（特命先任護衛官B、福地桜痴〈少年〉）
- アンデッドガール・マーダーファルス（ファルク）
- カミエラビ（2023年 - 2024年、ゴロー / 小野護郎） - 2シリーズ
- 冒険者になりたいと都に出て行った娘がSランクになってた（ビャク）
- 聖女の魔力は万能です（テンジュン）
- 帰還者の魔法は特別です（生徒）
- 東京リベンジャーズ（やじ馬C）

2024年
- WIND BREAKER（2024年 - 2025年、榊雨竜） - 2シリーズ
- 多数欠（一之瀬龍太）
- 杖と剣のウィストリア（ゴードン・バレー、ドワーフ）
- 異世界ゆるり紀行 〜子育てしながら冒険者します〜（グランヴァルト・ルーウェン）
- 2.5次元の誘惑（男子生徒A）
- この世界は不完全すぎる（今井）
- 魔導具師ダリヤはうつむかない（ドリノ・バーティ）
- シンカリオン チェンジ ザ ワールド（2024年 - 2025年、西大路ヤマト）
- オーイ!とんぼ（2024年 - 2025年、西）
- 甘神さんちの縁結び（大学生）

2025年
- 全修。（ルーク・ブレイブハート）
- ハニーレモンソーダ（男子生徒、男友達）
- どうせ、恋してしまうんだ。（羽沢輝月）
- パズドラ（ネジーナ）
- アン・シャーリー（ルイス・アンドリュース）
- 傷だらけ聖女より報復をこめて   (ガロット・バンス）
- 水属性の魔法使い（アベル）
- 桃源暗鬼（一ノ瀬四季）
- ガチアクタ（フォロ）
- 自動販売機に生まれ変わった俺は迷宮を彷徨う 2nd season（闇の森林会長）
- 転生したら第七王子だったので、気ままに魔術を極めます（バッツ）
- 最後にひとつだけお願いしてもよろしいでしょうか（シグルド・フォーグレイブ）
- 異世界マンチキン -HP1のままで最強最速ダンジョン攻略-（桐原ユキト）

### 劇場アニメ
- Gのレコンギスタ III 宇宙からの遺産（2021年、ステファン）
- THE FIRST SLAM DUNK（2022年）
- 劇場版ブルーロック -EPISODE 凪-（2024年、潔世一[35]）

### Webアニメ
- 賭ケグルイ双（2022年、生徒B）
- ブルーロック あでぃしょなる・たいむ!（2022年、潔世一）
- きよねこっ（2023年、スタッフB、野良猫B）
- T・Pぼん（2024年、源義経）

### ゲーム
2019年
- グランドチェイス（キングインプ、ペペ）

2020年
- ソードアート・オンライン アリシゼーション リコリス
- ゴーストリコン ブレイクポイント（グレゴール、ロバート一等兵 他）
- モンスターストライク（2020年 - 2021年、レザン、ブレイク）

2021年
- フットサルボーイズ!!!!! ハイファイリーグ（相庭京介）
- タロット男子 〜22人の見習い占い師〜（フォルテ・インヴィクタス）
- 悪魔執事と黒い猫（ナック・シュタイン）

2022年
- テクノロイド ユニゾンハート（コバルト）
- ブルーロック Project:World Champion（潔世一)

2023年
- 共闘ことばRPG コトダマン（潔世一）
- キューピット・パラサイト -Sweet & Spicy Darling.-（ロビン・ブレット）

2024年
- 刀剣乱舞 ONLINE（火車切）
- ユニコーンオーバーロード（アレイン、ジェラール）
- グランブルーファンタジー（エウレル）
- 星になれ ヴェーダの騎士たち（本の所有者〈男性〉）
- 護縁（ドリン・ダンハ）
- 燃えよ! 乙女道士 〜華遊恋語〜（ユーハン）
- 開放空間：Over Field（レクシー）
- コードジェム（中原科戸）

2025年
- ダンジョンに出会いを求めるのは間違っているだろうか 水と光のフルランド（フルランド・ハウルス）

時期未定
- オランピアソワレ Catharsis（瑪烙、ムクロギ）

### ドラマCD
- IdReal-アイディアル- 燦星の選択（研究員）
- 悪役令嬢ですが攻略対象の様子が異常すぎる（イフ）

### BLCD
- 優しいパンツの脱がせ方（2019年、クラスメイト）
- 痴人の愛 BL版（2019年、学生1）
- べな 3巻ドラマCD付特装版（2021年 - 2022年、壱）
- 失恋ジャンキー（2022年、友達）
- SとN（2022年、梶）

### デジタルコミック
- お狐様の初夜は甘くない（2022年、夏目[54]）
- 嫌な顔されながらおパンツ見せてもらいたい漫画の動画（2022年、男子）

### 吹き替え

#### 映画
- 猿の惑星/キングダム（2024年、アナヤ[55]）
- アイズ・オン・ユー（2024年）

#### ドラマ
- ゴーストギャル（2022年、ギャヴィン）
- デアデビル: ボーン・アゲイン（2025年、ダニエル・ブレイク〈マイケル・ガンドルフィーニ〉[56]）

#### アニメ
- 悪魔城ドラキュラ -キャッスルヴァニア-: 月夜のノクターン（2023年、リヒター・ベルモンド）
- 機動戦士ガンダム 復讐のレクイエム（2024年、ガンダムパイロット）
- この恋で鼻血を止めて（2025年、マーロン[初出 3]、ジャン護衛[初出 11]、SP[初出 1]、ヒーロー金髪[初出 13]）

### テレビ番組
※はインターネット配信。
- ガヤドリ寮（2020年、ニコニコ動画 ※）[57]
- 成長JUNCTION!!（ニコニコ動画）※パーソナリティ
- ガヤラボ -声優研究所-（2021年、ニコニコ動画 ※・Youtube ※）[58]
- オールナイト声優フジ2夜（2021年6月26日、フジテレビTWO[59]）
- 八代&浦・夏目のゲームツーリズム♪ 〜Presented by オトメイト〜（2022年8月10日 - 、OPENREC.tv ※）[60][61]
- 浦和希と今井文也のラスボスになりたくて（2022年12月27日 - 、ニコニコ動画 ※）[62]
- 浦和希の今夜もテッペン目指します!（2023年5月10日 - 、OPENREC.tv ※）[63]

### ラジオ
- かたくみラジお（2021年 - 、ニコニコ動画 ※・Youtube ※）※アシスタント[64]
- 月刊 新・男前通信9月号〜月刊 浦和希（2021年、文化放送モバイルplus ※）[65]
- ひょろっと男子たち（2022年4月3日 -  2024年3月31日、文化放送）[66]
- 浦和希のバックヤード探偵（2022年4月15日 - 2024年3月15日、ニコニコ動画 ※・OPENREC.tv ※・Youtube ※）[67]

### 朗読劇
- 彼女が好きなものはホモであって僕ではない（2021年、高岡亮平[68]）
- 朗読劇『星の王子さま』（2022年9月、六行会ホール） - ぼく（飛行士） 役[69]
- 朗読劇『ネコたん!〜猫町怪異奇譚〜』（2024年、雨宮将太[70]）
- 江戸川乱歩朗読劇 幻調乱歩3『東京ニュートロン曠野』（2024年[71]）
- 朗読劇『瓶詰めの海は寝室でリュズタンの夢をうたった』〜トノキヨの夏休み〜（2024年、ワカメボーイ[72]）
- 朗読劇ボイコメvol.2〜声優×吉本新喜劇（2024年[73]）
- 江戸川乱歩朗読劇『幻調乱歩大系』（2025年[74]）
- 生演奏朗読劇『桜桃探偵舎』（2025年[75]）
- 朗読劇『35年目のラブレター』（2025年、若かりし頃の西畑保[76]）
- 朗読劇『ネコたん！弐 ぷらす 〜猫町怪異奇譚〜』仮面遊戯殺猫事件（2025年、阿修羅飄[77][78]）
- 岩井秀人（WARE）プロデュース『いきなり本読み！Voices』（2025年〈予定〉[79]）

### メディアミックス
- URAMITE!（2021年、櫻井ゆなた[80]）
- 星芥ショータイム（2023年、妃魔央）

### その他コンテンツ
- 人狼バトル lies and the truth 2020 FEBRUARY〜人狼VSプリズナー〜（2020年）

## ディスコグラフィ

### キャラクターソング
| 発売日         | 商品名                                                                       | 歌 | 楽曲                                                    | 備考                                                     |
| -------------- | ---------------------------------------------------------------------------- | --- | ------------------------------------------------------- | -------------------------------------------------------- |
| 2022年2月9日   | フットサルボーイズ!!!!! プレイヤーソングアルバム                             | フットサルボーイズ!!!                                                                                            | 「Higher Goals」                                        | ゲーム『フットサルボーイズ!!!!! ハイファイリーグ』主題歌 |
| 2022年2月9日   | フットサルボーイズ!!!!! プレイヤーソングアルバム                             | 昂守希（佐久間貴生）、十河夏輝（千葉瑞己）、相庭京介（浦和希）、花村理央（多田啓太）、鞍馬雪丸（上村源）         | 「WE ARE FUN☆TASISTA」                                  | 『フットサルボーイズ!!!!!』関連曲                        |
| 2022年12月14日 | ブルーロック キャラクターソングミニアルバム vol.1                            | TEAM Z | 「The Last One」                                        | テレビアニメ『ブルーロック』関連曲                       |
| 2022年12月14日 | ブルーロック キャラクターソングミニアルバム vol.1                            | 潔世一（浦和希）、蜂楽廻（海渡翼）、國神錬介（小野友樹）、千切豹馬（斉藤壮馬）                                   | 「Beyond the Image」                                    | テレビアニメ『ブルーロック』関連曲                       |
| 2022年12月14日 | ブルーロック キャラクターソングミニアルバム vol.1                            | 潔世一（浦和希）、久遠渉（中澤まさとも）、雷市陣吾（松岡禎丞）、今村遊大（千葉翔也）、伊右衛門送人（綿貫竜之介） | 「Monsters」                                            | テレビアニメ『ブルーロック』関連曲                       |
| 2022年12月14日 | ブルーロック キャラクターソングミニアルバム vol.1                            | 潔世一（浦和希）、我牙丸吟（仲村宗悟）、成早朝日（梶田大嗣）、五十嵐栗夢（市川蒼）                               | 「暴風とプロメテウス」                                  | テレビアニメ『ブルーロック』関連曲                       |
| 2023年3月15日  | ブルーロック キャラクターソングミニアルバム vol.2                            | 潔世一（浦和希）、蜂楽廻（海渡翼）、凪誠士郎（島﨑信長）                                                         | 「TriWAR GAME」                                         | テレビアニメ『ブルーロック』関連曲                       |
| 2023年3月15日  | ブルーロック キャラクターソングミニアルバム vol.2                            | 潔世一（浦和希）、馬狼照英（諏訪部順一）、凪誠士郎（島﨑信長）                                                   | 「TriWARGAME -ReCollision-」                            | テレビアニメ『ブルーロック』関連曲                       |
| 2024年10月16日 | TVアニメ『ブルーロック』キャラクターソングシングルCD Vol.6                   | 潔世一（浦和希）、蜂楽廻（海渡翼）                                                                               | 「FRIENdSTER」 「BLUE LUCK Ver.06」                     | テレビアニメ『ブルーロック』関連曲                       |
| 2024年12月25日 | LIGARREN シリーズ1stシーズン ドラマCD【Luxarion】 Vol.1 時代を超えて輝くもの | Luxarion | 「Be the one」 「Brand New World」 「Hurry Hurry Baby」 | 『ハレオト』関連曲                                       |
| 2025年2月12日  | LIGARREN シリーズ1stシーズン ドラマCD 【Luxarion】 Vol.2 白く輝く鳥を見た    | Luxarion | 「Tribute」                                             | 『ハレオト』関連曲                                       |

### その他参加作品
| 発売日        | 商品名                                           | 歌                  | 楽曲                                               | 備考                                         |
| ------------- | ------------------------------------------------ | ------------------- | -------------------------------------------------- | -------------------------------------------- |
| 2020年4月22日 | SHALL WE BLACK OUT?                              | SHALL WE BLACK OUT? | 「SHALL WE BLACKOUT?」 「Lament」 「STEP BY STEP」 | ニコ生番組『成長JUNCTION‼』関連曲            |
| 2023年4月26日 | ラジオ「ひょろっと男子たち」テーマソングシングル | ひょろっと男子たち  | 「STEP BY STEP」                                   | ラジオ番組『ひょろっと男子たち』テーマソング |

### シリーズ一覧
1. ↑  第1期（2022年 - 2023年）、第2期『VS. U-20 JAPAN』（2024年）
2. ↑  シーズン1（2023年）、シーズン2完結編（2024年）
3. ↑  Season 1（2024年）、Season 2（2025年）

### 初出話一覧
1. 1 2 3 4  第7話初出
2. 1 2  第18話初出
3. 1 2 3 4 5 6 7 8 9  第1話初出
4. 1 2 3  第8話初出
5. 1 2  第2話初出
6. ↑  第36話初出
7. ↑  第24話初出
8. ↑  第26話初出
9. ↑  第21話初出
10. ↑  第11話初出
11. 1 2 3  第4話初出
12. ↑  第19話初出
13. ↑  第10話初出

### ユニットメンバー
1. ↑  大和晴（高良崚太）、榊星一郎（石森周斗）、月丘柊依（吉原康平）、幸永椿貴（山口諒太郎）、南雲竜（古田一紀）、天門泰雅（坂井易直）、樫良木ルイ（峯田大夢）、結城心（新井雄也）、久我巧生（村上聡）、花山院快斗（馬場惇平）、京極聖（宮瀬尚也）、二葉ともえ（山本智哉）、昂守希（佐久間貴生）、十河夏輝（千葉瑞己）、相庭京介（浦和希）、花村理央（多田啓太）、鞍馬雪丸（上村源）、桐生蓮（TAKA）、白河瞬（岡延明）、橘藤吾（大海将一郎）、今園彩人（森永彩斗）、水無瀬亜佐（菊池勇成）、秋月奏夜（津田拓也）、朝比奈碧（奥山敬人）、天王寺刻成（川島慶嗣）、世良龍太朗（下川草介）、水無瀬涼佑（石井孝英）、ガルシア・エミリオ（小塚亮輔）、蓮美朔（木津つばさ）
2. ↑  潔世一（浦和希）、蜂楽廻（海渡翼）、國神錬介（小野友樹）、千切豹馬（斉藤壮馬）、久遠渉（中澤まさとも）、雷市陣吾（松岡禎丞）、今村遊大（千葉翔也）、我牙丸吟（仲村宗悟）、成早朝日（梶田大嗣）、伊右衛門送人（綿貫竜之介）、五十嵐栗夢（市川蒼）
3. 1 2  宝条鷹弥（川島零士）、今坂悠李（閻子丹）、篠原理希（浦和希）、風天アイル（松岡洋平）
4. ↑  堀之内仁、浦和希、古田一紀、荒井亮裕
5. ↑  浦和希、梅田修一朗、堂島颯人、森永彩斗